# Jouy-le-Moutier
 Jouy-le-Moutier  es una población y comuna francesa, en la región de Isla de Francia, departamento de Valle del Oise, en el distrito de Pontoise y la Mancomunidad de Cergy-Pontoise. Es el chef-lieu del cantón de L'Hautil.

## Demografía
| 919 | 842 | 794 | 762 | 790 | 776 | 772 | 728 | 732 | 766 | 713 | 697 | 676 | 627 | 671 | 669 | 688 | 731 | 726 | 711 | 632 | 721 | 751 | 717 | 678 | 767 | 954 | 1 107 | 1 204 | 6 557 | 16 910 | 17 804 | 16 923 |
| Para los censos de 1962 a 1999 la población legal corresponde a la población sin duplicidades (Fuente: INSEE [Consultar]) |     |     |     |     |     |     |     |     |     |     |     |     |     |     |     |     |     |     |     |     |     |     |     |     |     |     |       |       |       |        |        |        |